# Campeonato Mundial de Triatlón de 2001
El XIII Campeonato Mundial de Triatlón se celebró en Edmonton (Canadá) el 22 de julio de 2001 bajo la organización de la Unión Internacional de Triatlón (ITU) y la Federación Canadiense de Triatlón.

## Resultados
| Evento    | Oro                         | Plata                     | Bronce                       |
| --------- | --------------------------- | ------------------------- | ---------------------------- |
| Masculino | Peter Robertson Australia   | Chris Hill Australia      | Craig Watson Nueva Zelanda   |
| Femenino  | Siri Lindley Estados Unidos | Michellie Jones Australia | Joanna Zeiger Estados Unidos |

### Masculino
| Puesto            | Triatleta       | País          |       |       |       | Final   |
| ----------------- | --------------- | ------------- | ----- | ----- | ----- | ------- |
| Medalla de oro    | Peter Robertson | Australia     | 18:25 | 56:25 | 31:55 | 1:48:01 |
| Medalla de plata  | Chris Hill      | Australia     | 18:44 | 56:35 | 31:36 | 1:48:12 |
| Medalla de bronce | Craig Watson    | Nueva Zelanda | 18:05 | 57:14 | 31:33 | 1:48:14 |

### Femenino
| Puesto            | Triatleta       | País           |       |         |       | Final   |
| ----------------- | --------------- | -------------- | ----- | ------- | ----- | ------- |
| Medalla de oro    | Siri Lindley    | Estados Unidos | 19:33 | 1:02:59 | 34:55 | 1:58:51 |
| Medalla de plata  | Michellie Jones | Australia      | 19:21 | 1:03:09 | 35:44 | 1:59:41 |
| Medalla de bronce | Joanna Zeiger   | Estados Unidos | 18:53 | 1:03:39 | 35:51 | 1:59:56 |

## Medallero
| Núm. | País           | Oro | Plata | Bronce | Total |
| ---- | -------------- | --- | ----- | ------ | ----- |
| 1    | Australia      | 1   | 2     | 0      | 3     |
| 2    | Estados Unidos | 1   | 0     | 1      | 2     |
| 3    | Nueva Zelanda  | 0   | 0     | 1      | 1     |
|      | TOTAL          | 2   | 2     | 2      | 6     |